# Ентеббе (аеропорт)
Міжнародний аеропорт Ентеббе (IATA: EBB, ICAO: HUEN) — головний міжнародний аеропорт Уганди. Розташований недалеко від міста Ентеббе, на березі озера Вікторія, і близько за 35 км від столиці, Кампали. Головні офіси Управління цивільної авіації Уганди знаходяться в аеропорту.
Аеропорт було побудовано в 1928/1929: перший літак, що сів на нове летовище був Fairey III, компанії Royal Air Force 17 лютого 1929, довжина трав'яної злітно-посадкової смуги була 820 м. До 1935, трав'на поверхня злітно-посадкової смуги були замінена на гравійну. У 1944-45 злітно-посадокова смуга (12/30) була асфальтована і розширена до 1.500.
10 листопада 1951 аеропорт було офіційно відкрито подовжену злітно-посадочну смугу 12/30 — 3000 м.
Аеропорт відомий як місце проведення операції зі звільнення ізраїльських заручників спецназом Саєрет Маткал .
Нинішня будівля вокзалу збудована в 1970-их роках. Старий аеропорт Ентеббе на разі використовується збройними силами Уганди, саме на місці старого аеропорту була проведена операція «Ентеббе».
Станом на травень 2023 року в аеропорту знаходиться виробнича база авіакомпанії "Українські Вертольоти".

## Авіакомпанії та призначення

### Регулярні пасажирські рейси
- Air Burundi — Бужумбура
- Air Uganda — Дар-ес-Салам, Джуба, Кігалі, Найробі, Момбаса, Занзібар
- British Airways — Лондон-Хітроу
- Brussels Airlines — Брюссель, Кігалі, Найробі
- Eagle Air — Аруа, Гулу, Мойо, Кідепо, Кітгум, Пакуба, Джуба, Їй, Буніа
- EgyptAir — Каїр
- Emirates Airline — Дубаї, Аддис-Абеба
- Ethiopian Airlines — Аддис-Абеба, Кігалі
- Feeder Airlines — Джуба
- Fly540 — Найробі
- Kenya Airways — Найробі
- KLM — Амстердам
- Precision Air — Кіліманджаро, Мванза
- Royal Daisy Airlines — Джуба
- RwandAir — Кігалі
- South African Airways — Йоганнесбург
- Turkish Airlines — Стамбул-Ататюрк
- United Airlines Limited — Гулу, Аруа, Кідепо

### Вантажні авіакомпанії
- Avient Aviation — Льєж
- Martinair — Амстердам
- Uganda Air Cargo — Дубай, Йоганнесбург, Франкфурт, Лондон

## Галерея

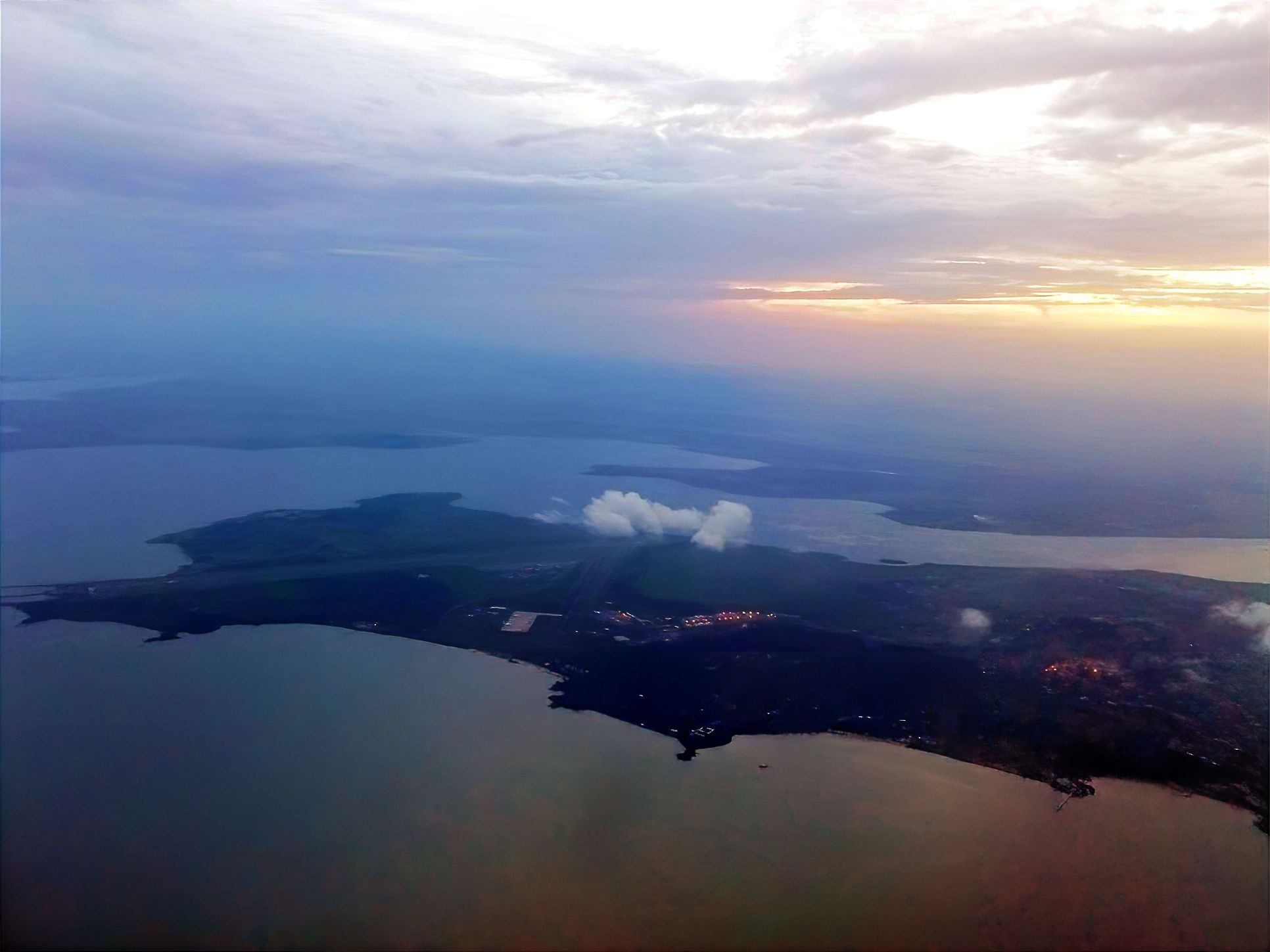
Захід сонця над Ентеббе
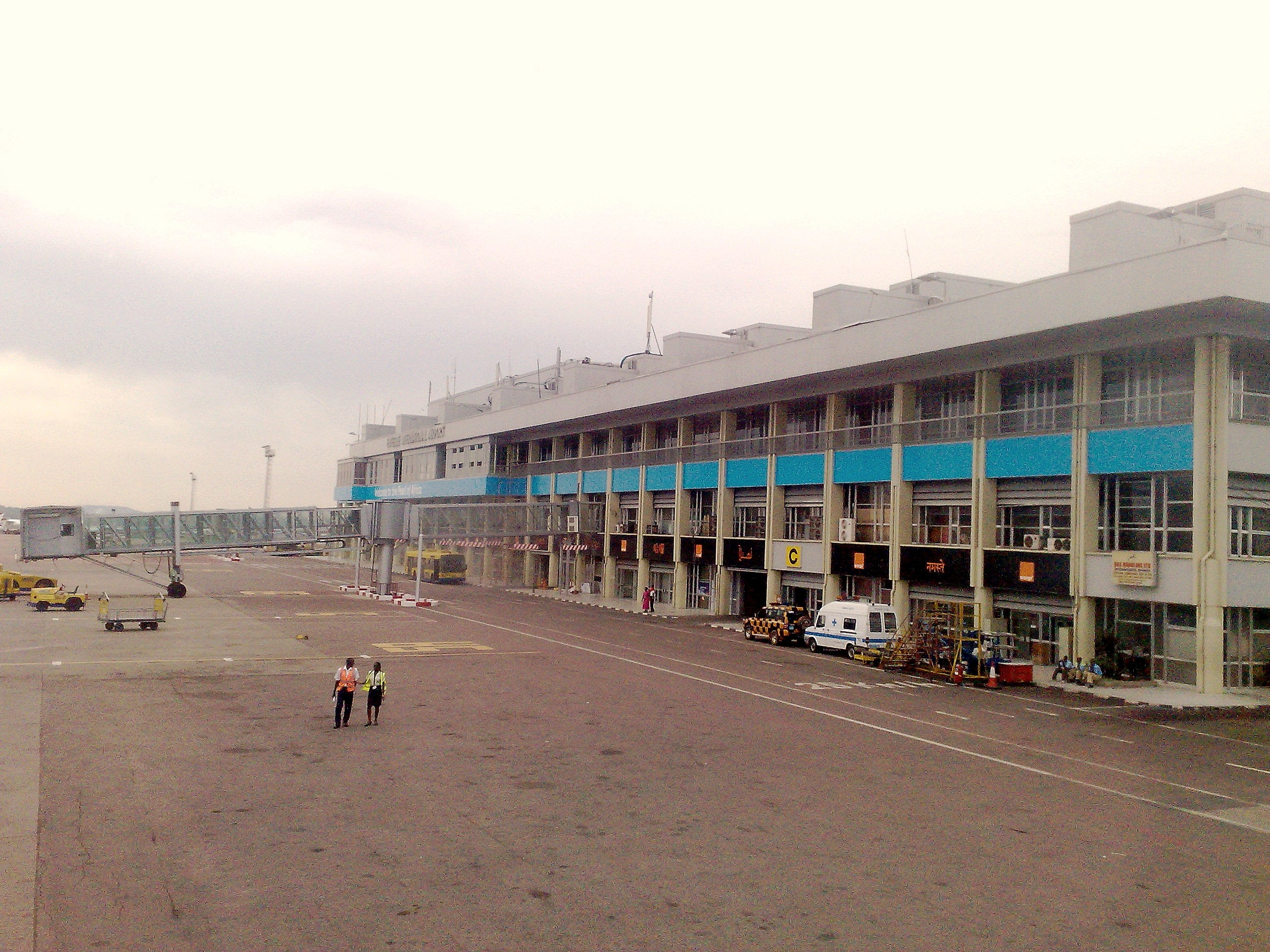
Будівля пасажирського терміналу
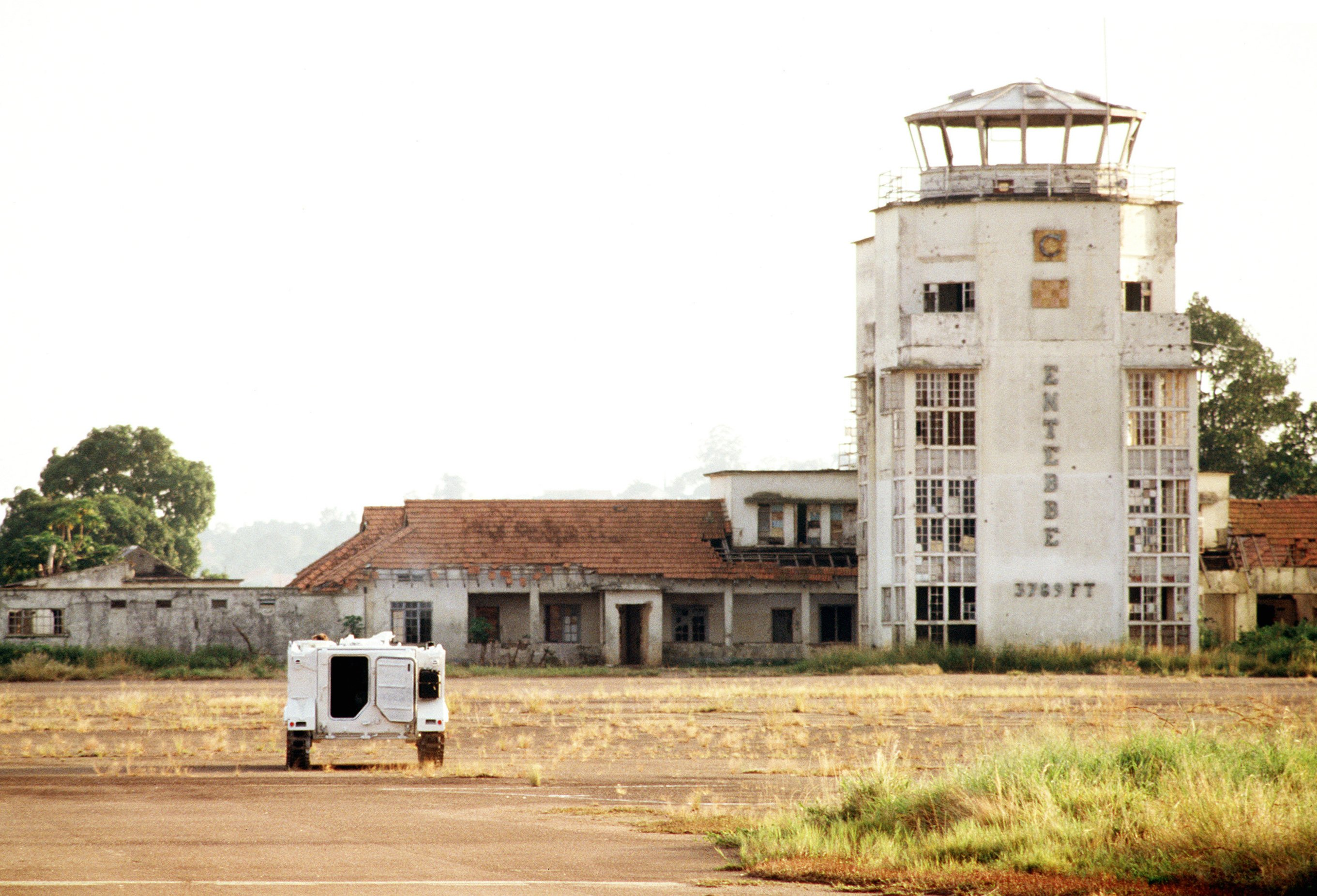
Старий міжнародний аеропорт Ентеббе
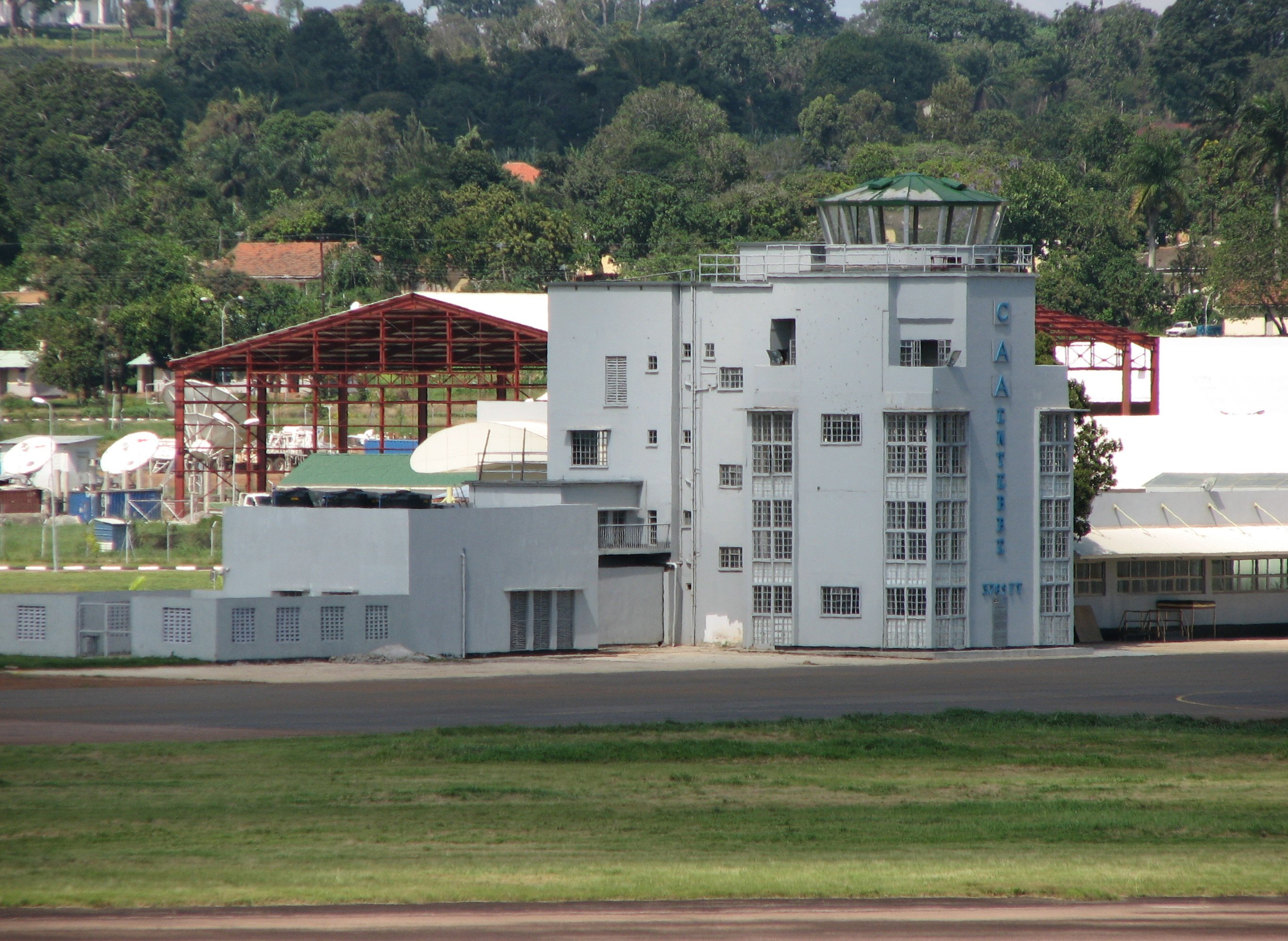
Ентеббе стара вежа у 2008
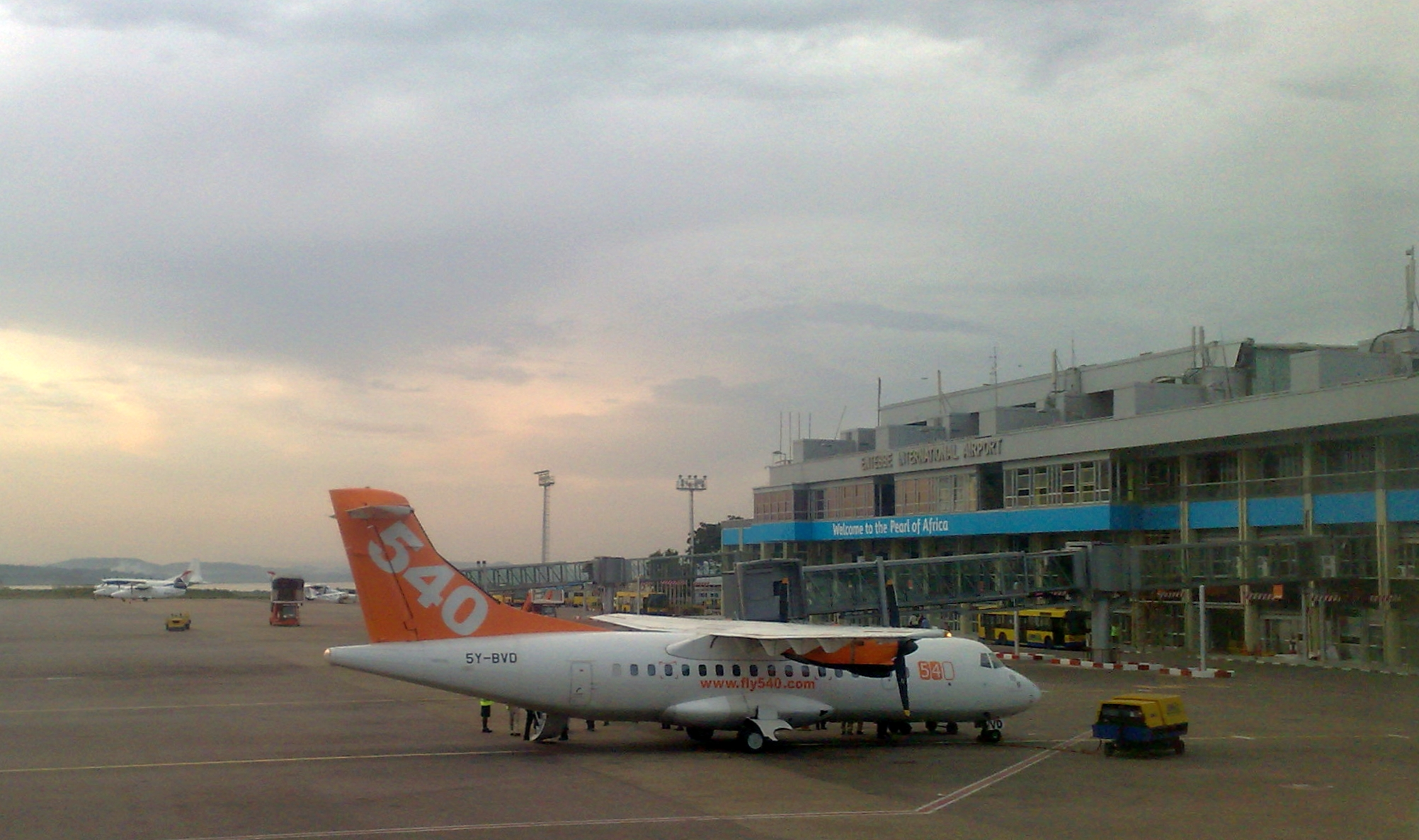
Fly540 ATR 42 в Ентеббе
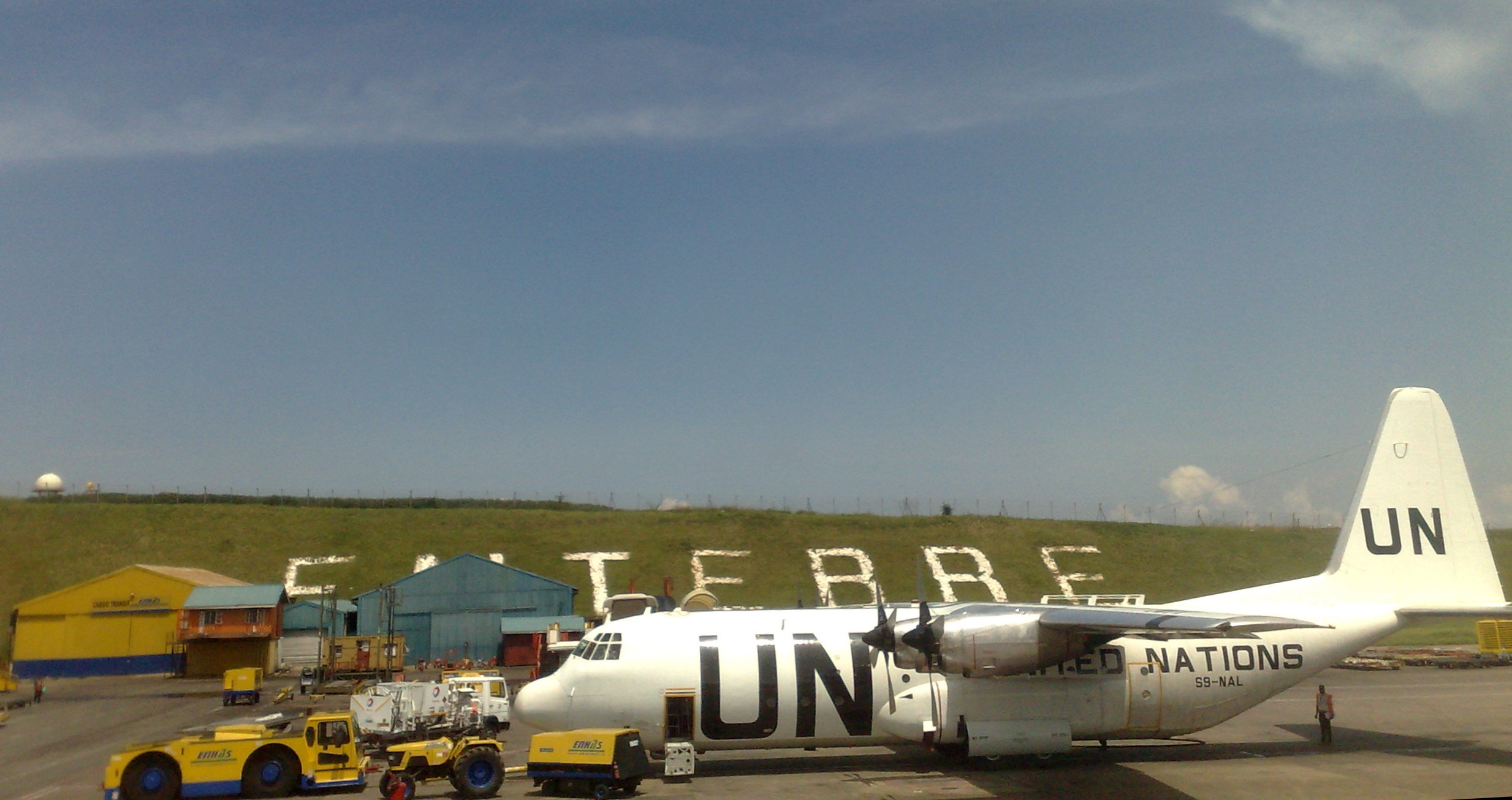
Lockheed L-100-20 Геркулес у лівреї ООН в Ентеббе, готуючись до чергового польоту в Східне Конго
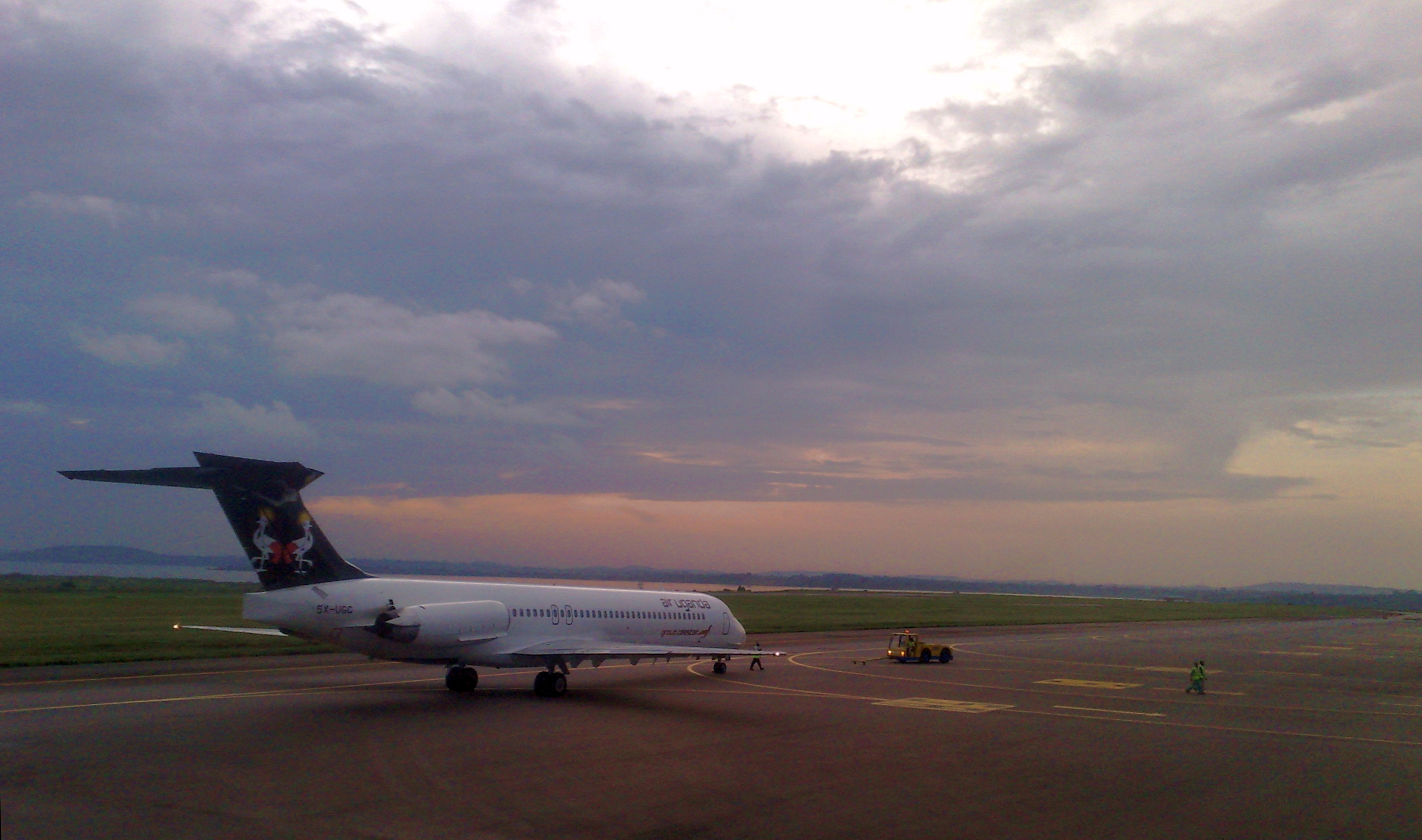
Air Uganda McDonnell Douglas MD-80 рулює на злітно-посадковій смузі 17
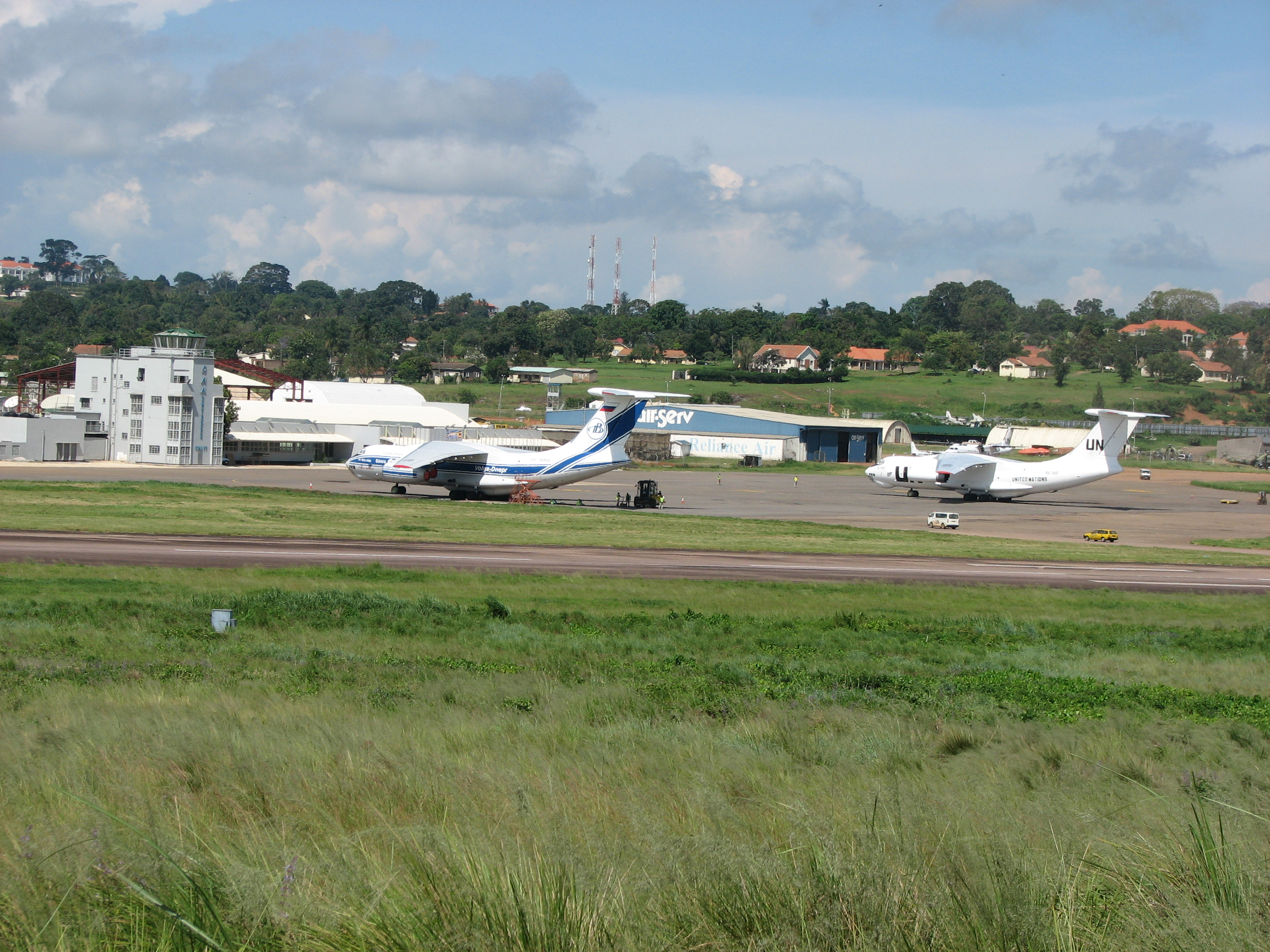
стара вежа Ентеббе